# Saint-Clément-Rancoudray

Saint-Clément-Rancoudray este o comună în departamentul Manche, Franța. În 2009 avea o populație de 536 de locuitori.